# Lac de Galiera
Le lac de Galiera ou Gardiola est le plus haut de Corse, il se situe à 2 442 mètres d'altitude dans le massif du Rotondo.

## Géographie

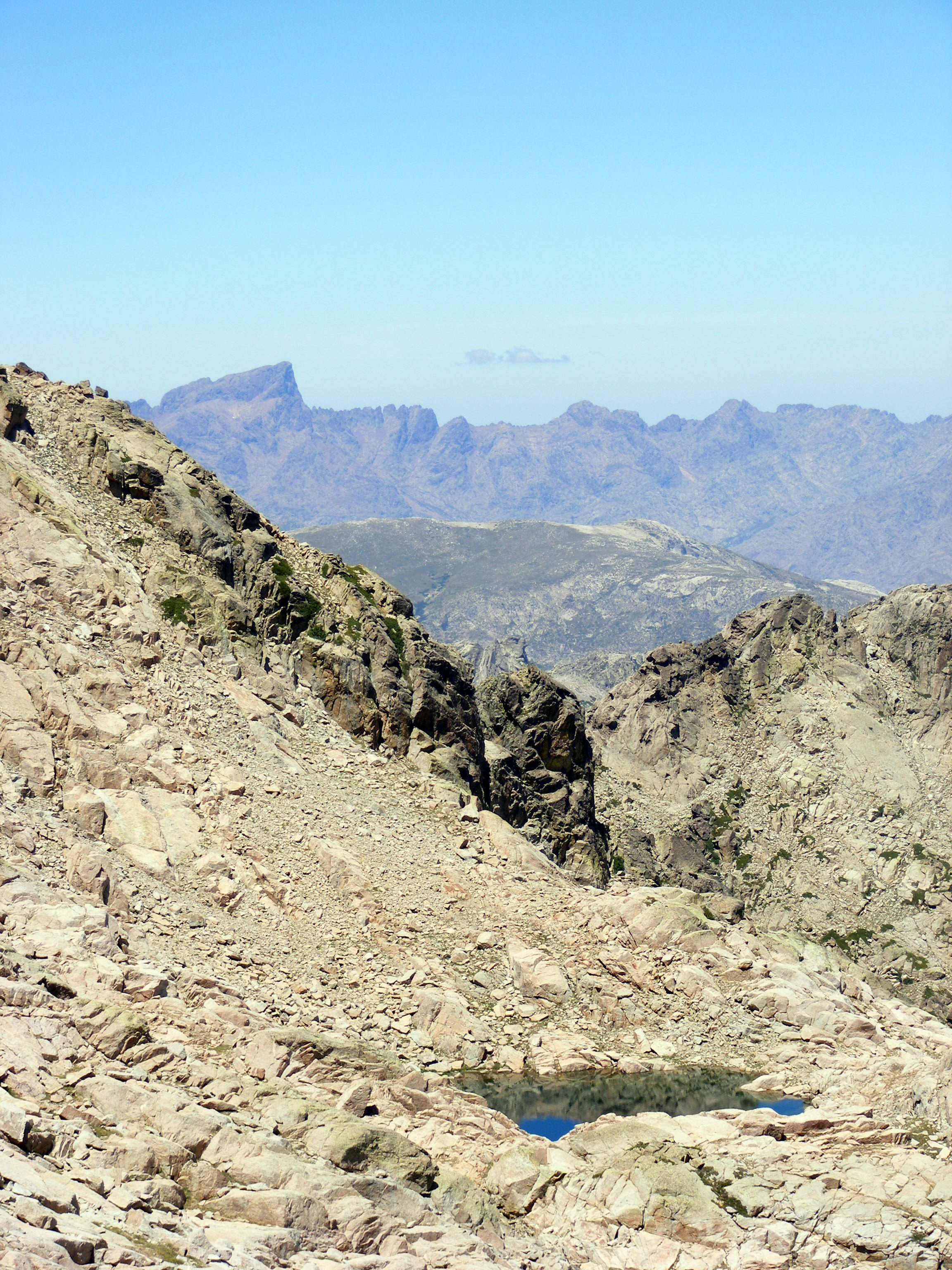
Lac de Galiera avec la Paglia Orba en arrière-plan.